# Kleister

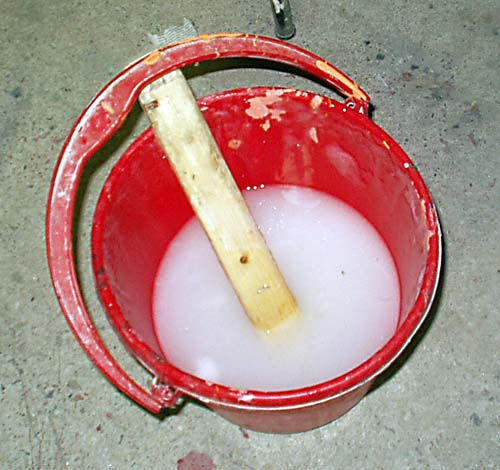
Tapetenkleister

Kleister sind Klebstoffe (Kaltleime) in Form eines wässrigen Quellungsproduktes aus Stärke oder organischen Celluloseethern. Letztere werden auch als Celluloseleim, Zelluloseleim oder kurz als Zellleim bezeichnet. Sie bestehen zu 2–20 % aus nachwachsenden Rohstoffen und zu 80–98 % aus Wasser. Kleister binden durch Verdunstung des Wassers physikalisch ab und sind einfach in der Verarbeitung.

## Eigenschaften

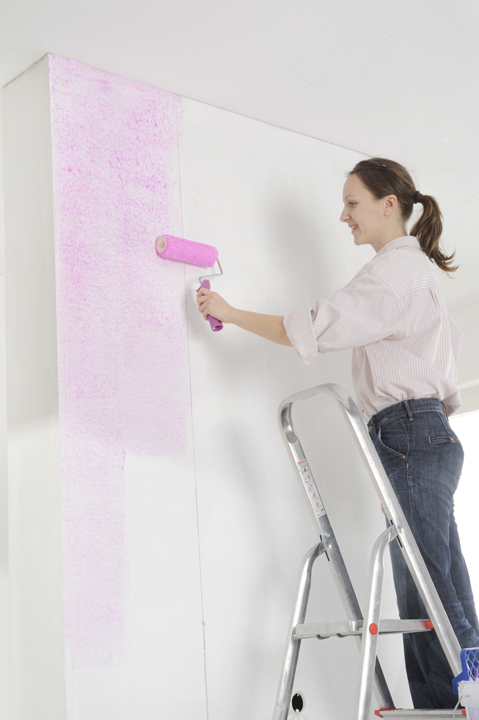
Vliestapetenkleister wird direkt auf die Wand aufgetragen. Um sicherzustellen, dass der gewünschte Wandbereich mit Tapetenkleister benetzt ist, gibt es spezielle, zunächst farbige Vliestapetenkleister. Diese Verfärbung dient der Auftragskontrolle und verschwindet nach kurzer Zeit unter Einwirkung der Raumluft.

Kleister bilden schon in geringsten Konzentrationen eine hochviskose, nicht fadenziehende Masse. Aufgrund der vielfältigen Tapetentypen bietet die Industrie verschiedene Arten von Tapetenkleister mit teils sehr unterschiedlichen Eigenschaften an. Entscheidend für die Auswahl des Kleisters sind die Verarbeitungshinweise der Tapetenhersteller, die im Einleger der Tapetenrolle vermerkt sind.
Seit 1953 werden vielfach Tapetenkleister aus Methylcellulose und Stärke eingesetzt. Beide Stoffe sind ungiftig und werden oft zusätzlich mit Harzen und anderen Stoffen versetzt, die die Anwendung erleichtern, den Tapetenkleister stärker oder haltbarer machen.
Tapetenkleister, die überwiegend Stärke enthalten, sind günstig in der Herstellung, besitzen jedoch eine reduzierte Klebkraft und Gesamthaftung. Tapetenkleister ohne Kunstharzanteil haben kaum einen Einfluss auf den Wasserdampfdiffusionswiderstand der Wandoberfläche, jedoch weisen sie eine geringe Anfangshaftung und Feuchtfestigkeit auf.
Anforderungen:
- Eine erhöhte Anfangshaftung wird beim Verkleben von sehr schweren Tapeten gefordert. Speziell beim Verkleben von Textil-, Vlies- und Vinyltapeten, die eine hohe Eigenspannung besitzen, die durch vorheriges Einweichen kaum abgebaut werden kann, kommt es auf die sofortige Klebkraft des Kleisters an.
- Oft ist ein wasserlöslicher Kleister erwünscht, da dieser bei der späteren Entfernung der Tapeten durch Einweichen angelöst werden kann. In Räumen mit sehr hoher Luftfeuchtigkeit sollte hingegen auf einen wasserfesten Kleister zurückgegriffen werden. Auch wenn ein mehrfacher Anstrich oder ein Anstrich mit größerer Schichtstärke und wässrigen Farbmitteln vorgesehen ist, sollte sich der Kleister nicht zu schnell anlösen lassen. Probleme entstehen jedoch in der Regel nur, wenn der Untergrund wenig saugfähig ist und mehrere Farbschichten nass-in-nass aufgetragen werden oder wenn die Farbe beim Abbinden eine ungewöhnlich große Spannung aufbaut.

## Arten
Im Handel werden Kleister zum Tapezieren hauptsächlich in Pulverform als Normal- oder Spezialkleister angeboten:
Normalkleister
Viele Papiertapeten sowie Makulatur können mit Normalkleistern auf Stärkebasis oder auf Basis modifizierter Celluloseether verklebt werden. Sie sind in kaltem Wasser klumpenfrei löslich und besitzen ein hohes Wasserbinde- und Wasserrückhaltevermögen. Normalkleister bestehen größtenteils aus nachwachsenden Rohstoffen, können aber auch Zusätze enthalten, die die Zubereitung des Kleisters beschleunigen oder vor Pilzbefall schützen.
Reine Methylcellulose ohne weitere Zusätze wird selten als Fertigkleister angeboten. Sie ist lagerstabiler und ergiebiger, sollte aber am Vortag angesetzt werden. Um Kleister aus Stärke herzustellen, wird zunächst die Stärke mit kaltem Wasser angerührt und dann – je nach Stärkesorte – mit kochendem Wasser überbrüht oder durchgekocht.
Zum Basteln und Modellieren wie z. B. der Herstellung von Pappmaché sind pH-neutrale Kleister auf Basis reiner Methylcellulose geeignet.
Spezialkleister
Für schwerere Tapeten (Vinyl-, Präge- oder Raufasertapeten) werden dem Kleister zusätzlich Kunstharze wie PVA und gegebenenfalls weitere chemische Bestandteile wie Weichmacher oder Biozide hinzugefügt, da die Klebekraft der reinen Celluloseether nicht ausreicht.
Vliestapetenkleister
Tapetenkleister für Vliestapeten weist eine besondere Konsistenz auf, er ist spritzarm eingestellt, so dass er als Direkt-Kleister für den direkten Auftrag auf die Wand mit einer Kurzhaarrolle geeignet ist. Da Vliestapeten nicht einweichen müssen, werden sie trocken in das Kleisterbett eingelegt. Damit die Tapete beim Anbringen auf die Wand sicher hält, sollte der Vliestapetenkleister eine hohe Anfangshaftung haben.
Tapeziergerätekleister
Für die gängigsten Papiertapeten sowie Raufaser konzipierter Kleister, der durch seine sämige Konsistenz speziell für die Verwendung in Kleistermaschinen angepasst wurde. Speziell angepasste Tapeziergerätekleister ermöglichen heute auch die Verklebung von Vliestapeten bzw. sogenanntem Saniervlies.
Restaurierkleister
Im Bereich der Buch- und Papierrestaurierung wird häufig reiner Stärkekleister verwendet, wobei in den meisten Fällen Weizenstärke eingesetzt wird. Für Arbeiten, die eine besonders starke Klebkraft erfordern, beispielsweise wenn Leder oder Pergament an beweglichen Teilen des Buches verklebt werden soll, wird auch Reisstärkekleister verwendet, der sich durch seine besondere Klebkraft auszeichnet. An Stärkekleister wird insbesondere geschätzt, dass die damit ausgeführten Arbeiten weitgehend reversibel (s. "Reversibilität des Eingriffs") sind. Bei Verklebungen mit Gelatine wird Kleister teilweise verwendet, um die offene Zeit der Gelatine zu verlängern. Anders als in der Buchbinderei oft praktiziert wird/wurde, werden dem Kleister in der Restaurierung keine Konservierungsstoffe beigemischt.

## Verwendung
- Zum Ankleben von Tapeten sollte der Untergrund eine gewisse Saugfähigkeit besitzen und die Tapeten einigermaßen wasserdampfdurchlässig sein, damit der Kleister abtrocknen kann. Wasserdampfundurchlässige Tapeten wie Metallfolien- oder Vinyltapeten auf wenig bis nicht saugenden Untergründen erfordern spezielle Kleber, welche auch in feuchtem Zustand abbinden.
- In der Buchbinderei verwendet man auch Kleister als Klebstoff. Wenn eine größere Klebkraft erforderlich ist, auch mit Holzleim gemischt.
- Stärkekleister, hauptsächlich aus Kartoffelstärke, wird in großem Maße in der Wellpappeproduktion eingesetzt.
- Bei der Herstellung von Pappmaché wird überwiegend Kleister als Bindemittel verwendet.
- In der Straßenkunst wird Kleister zum Befestigen vorgefertigter und ausgeschnittener Werke (sog. Cutouts) an Wänden benutzt.
- Als Koppelmittel bei der manuellen Ultraschallprüfung
- Stuckateure und Bildhauer setzen Gips eine gewissen Menge Kleister zu, um die Abbindezeit zu verzögern.

Meyers Konversations-Lexikon, 1888:

„Kleister (Buchbinderkleister) – Klebmittel für Buchbinderarbeiten, wird aus Weizenstärke erhalten, indem man dieselbe mit etwas kaltem Wasser zu einem Brei anrührt und diesen unter starkem Umrühren in dünnem Strahl in heißes Wasser gießt, bis dasselbe die gehörige Konsistenz angenommen hat. Kochen darf man den Kleister nicht, weil er dann nach dem Trocknen leicht abspringt. Der reine Kleister wird kalt verarbeitet oder, wenn man ihn, um seine Klebkraft zu erhöhen, mit etwas Leimwasser vermischt, lauwarm. Für gröbere Arbeiten bereitet man Kleister aus Roggenmehl, und wenn man den noch heißen Kleister mit dem halben Gewicht der angewandten Stärke oder des Mehls Terpentin gut mischt, so haftet der Kleister besser, widersteht der Nässe und eignet sich besonders zum Aufkleben von neuen Tapeten auf alte. Um den Kleister haltbarer zu machen, löst man in dem Wasser, mit welchem man die Stärke brüht, den 16. Teil vom Gewicht der letztern Alaun auf oder vermischt den fertigen, kalten Kleister mit etwas Kreosot oder Benzin. Um Insekten von den mit Kleister gearbeiteten Sachen abzuhalten, kocht man das Wasser mit etwas Aloe, Wermut oder Koloquinten.“

„Stärke – Beim Erhitzen mit Wasser quillt die Stärke je nach der Abstammung bei 47–57°, die Schichten platzen, und bei 55–87° (Kartoffelstärke bei 62,5°, Weizenstärke bei 67,5°) entsteht Kleister, welcher je nach der Stärkesorte verschiedenes Steifungsvermögen besitzt (Maisstärkekleister größeres als Weizenstärkekleister, dieser größeres als Kartoffelstärkekleister) und sich mehr oder weniger leicht unter Säuerung zersetzt.“

Brockhaus’ Konversationslexikon, 1902–1910: 

„Kleister, ein Klebmittel für Papier und Pappe, also namentlich für Buchbinderarbeiten. Der K[leister] wird bereitet, indem man Stärkemehl (Weizen-, Reis- oder Maisstärke) mit kaltem Wasser zu einem nicht zu dicken Brei anreibt und dann siedendes Wasser in einem dünnen Strahle unter raschem Umrühren zusetzt, bis die Kleisterbildung beginnt, was man an dem Durchsichtigwerden wahrnimmt, und endlich den Rest des erforderlichen Wassers schnell zugießt. Kochen der fertigen Masse ist nachteilig und giebt einen K[leister], der leicht abspringt. Von größerer Bindekraft ist der aus Roggenmehl hergestellte K[leister] wegen seines Klebergehalts. Jedoch ist dieser Kleister nicht weiß, sondern grau bis graubraun. Um den K[leister] haltbarer zu machen, löst man in dem Wasser, das zur Kleisterbildung dient, etwas Alaun oder ein wenig Salicylsäure oder brüht das Mehl mit siedendem Leimwasser.“

## Anwendung

### Ansetzen
Tapetenkleister ist hauptsächlich als Pulver erhältlich. Zur Anwendung wird dieses in ein Gefäß mit sauberem, klarem Wasser (kein Mineralwasser) eingerührt, auch „ansetzen“ genannt. Als Anmachgefäß eignet sich jeder saubere und nicht rostende Behälter. In zylindrischen Behältern lässt sich am einfachsten rühren. In welchem Verhältnis Pulver und Wasser gemischt werden müssen, ist den Verarbeitungshinweisen auf der Packung zu entnehmen. Wichtig ist es, den Tapetenkleister sehr zügig ins Wasser zu schütten, da er ansonsten klumpen kann. Anschließend muss der Tapetenkleister – je nach Kleistertyp – einige Zeit quellen.

### Weichzeit
Die Weichzeit bezeichnet den Zeitraum, den der Tapetenkleister vor dem Tapezieren auf der Tapete verbleiben muss, um diese einzuweichen. Die Weichzeit unterscheidet sich je nach Stärke und Qualität des Tapetenpapiers, Hinweise dazu sind im Einleger der Tapetenrolle vermerkt. Die Weichzeit muss bei allen Bahnen etwa gleich lang sein, da unterschiedliche Weichzeiten Musterverschiebungen verursachen können. Durch das Einweichen dehnt sich die Tapete deutlich in der Breite aus, sie verändert ihre Dimension. Ist der Tapetenkleister nach dem Anbringen der Tapete an der Wand getrocknet, ist eine feste Verbindung zwischen Wand und Tapete hergestellt. Da sich die Tapete während der Trocknung wieder zusammenzieht, kommt es zur so genannten Trocknungsspannung, durch welche die Tapete einen straffen und blasenfreien Sitz an der Wand erhält. Vliestapeten sind nicht aus Papier und bleiben auch nach Feuchtigkeitseinwirkung dimensionsstabil. Diese müssen daher nicht einweichen und der Kleister kann auf den Untergrund gestrichen oder gerollt und die Vliestapete trocken in das Kleisterbett eingerollt werden.

### Aufbewahrung
Fertig angerührte Kleister lassen sich, je nach Umgebungsbedingung, in der Regel bis zu 14 Tage aufbewahren, wenn sie abgedeckt sind. Für Normalkleister gilt dies nicht. Gegen eine Schimmelbildung bei der Lagerung von Kleistern kann Benzalkoniumchlorid als Konservierungsmittel zugesetzt werden.

### Kleisterflecken
Eingetrocknete Kleister sind von empfindlichen Oberflächen nur sehr mühsam, manchmal auch gar nicht mehr zu entfernen und hinterlassen einen auffälligen Glanzeffekt im Gegenlicht. Sollte Tapetenkleister während des Tapezierens auf die Vorderseite der Tapete gelangen, kann er aber mit einem feuchten Lappen und klarem Wasser wieder abgetupft werden.

### Tapeten ablösen
Alte Tapeten lassen sich nach dem Einweichen von der Wand entfernen. Das Einweichen kann erleichtert werden, indem die alte Tapete
- vor oder nach dem Benässen mit einer Stachelrolle durchlöchert,
- mit einem chemischen Tapetenablöser bestrichen oder
- mit einem Dampf erzeugenden Tapetenablösegerät behandelt wird.

Vliestapeten, die mit einem speziellen Vliestapetenkleister verklebt wurden, können auch nach Jahren trocken von der Wand abgezogen werden.

## Geschichte
Jahrhundertelang wurde im Maler- und Tapezierhandwerk sogenannter Knochenleim zum Tapezieren verwendet. 1888 entwickelte der Malermeister und Dekorateur Ferdinand Sichel den ersten gebrauchsfertigen Tapetenkleister auf Basis von Pflanzenstärke und machte den Knochenleim somit überflüssig. Denn der „Sichel-Tapetenkleister SM“ musste vor der Verarbeitung nur mit heißem Wasser verdünnt und verrührt werden. Anfang der 1920er-Jahre übernahm Sichel die Herstellung der von Dr. Friedrich Supf entwickelten kaltwasserlöslichen Stärkekleister in Trockenform, die auch als Quellstärke bezeichnet werden.
1953 brachte Henkel unter der Marke Metylan einen neuartigen Tapetenkleister auf den Markt, der aus reiner Methylzellulose bestand. Das weiße Zellulosepulver wird sofort vom Wasser aufgenommen, klumpt nicht und bildet in wenigen Minuten eine homogene Lösung mit kräftiger Konsistenz. Aufgrund der leichten Verarbeitungsmöglichkeit, der hohen Klebkraft sowie der Kalk- und Zementbeständigkeit löste der neue Tapetenkleister alle bisherigen Kleistermethoden ab.
Seit 2002 gibt es einige Tapetenkleister auch in der staubarmen Granulatform. 2010 entwickelte Henkel den ersten Tapetenkleister, der als flüssiges Konzentrat in Wasser eingerührt wird. Damit konnte ein klumpenfreies Anrühren und schnelle Gebrauchsfertigkeit erreicht werden.

## Nachhaltigkeit
Aus ökologischer, arbeitshygienischer und gesundheitlicher Sicht gebe es keine besseren Klebstoffe als Kleister, teilt Wecobis mit, ein Informationssystem für ökologische Baustoffe, betrieben vom deutschen Bauministerium (BMI) und der Bayerischen Architektenkammer (ByAK). Allerdings seien die Anwendungsbereiche von Kleister beschränkt, heißt es ergänzend.

## Belege
1. ↑  Bronwen Glover, Mito Matsumaru: Adhesives. In: Abigail Bainbridge (Hrsg.): Conservation of Books. 1. Auflage. Routledge, Oxon / New York 2023, ISBN 978-0-367-75490-7, S. 315–319.
2. ↑  WECOBIS Ökologisches Baustoffinformationssystem: Produktgruppeninformation Kleister. Abruf am 4. April 2020.